# Acanthocyclops propinquus
Acanthocyclops propinquus is een eenoogkreeftjessoort uit de familie van de Cyclopidae. De wetenschappelijke naam van de soort is voor het eerst geldig gepubliceerd in 1957 door Plesa.